# (74447) 1999 CH21
(74447) 1999 CH21 – planetoida z pasa głównego asteroid okrążająca Słońce w ciągu 5,29 lat w średniej odległości 3,04 j.a. Odkryta 10 lutego 1999 roku.